# زوج‌های هنری

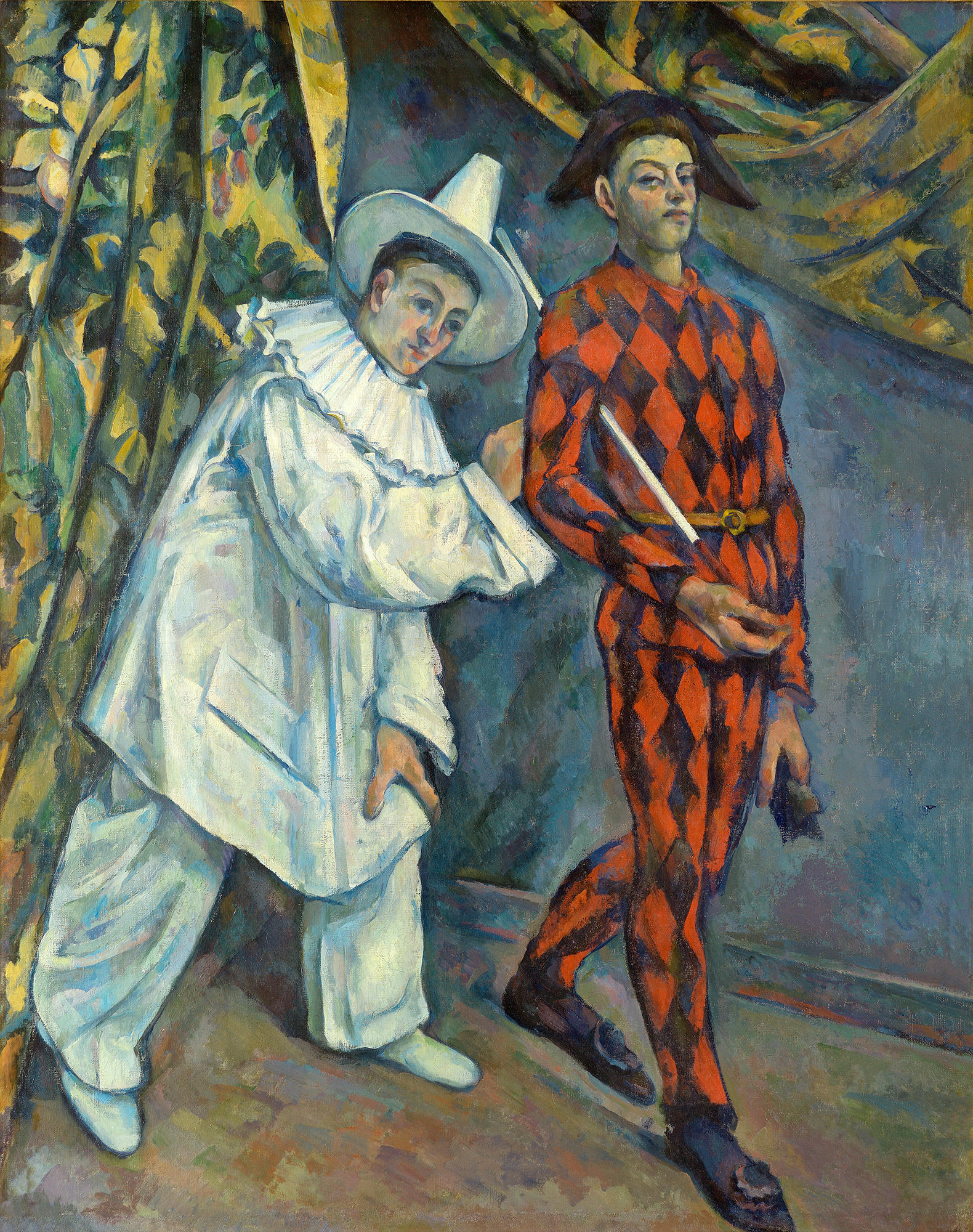
دو زوج

زوج‌های هنری لقب هنرمندان (معمولاً مرد) است که به صورت مشترک در خلق یک اثر هنری همکاری دارند. زوج‌های هنری معمولاً در زمینه‌های هنری مختلف مانند موسیقی یا فیلم ایفای نقش می‌کنند. برخی از زوج‌های هنری شناخته شده عبارتند از:
- استن لورل و اولیور هاردی[۳]
- ترنس هیل و رابین ویلیامز
- ستار و مهستی
- هومن برق نورد و بهنام تشکر
- برند و هیلا بخر
- دن آیکروید و جان بلوشی
- جک لمون و والتر ماتائو
- ویل فرل و جان سی رایلی
- جین وایلدر و ریچارد پرایر
- دین مارتین و جری لوییس